# Vita di Erostrato
Vita di Erostrato è un romanzo di Alessandro Verri, scritto tra il 1793 e il 1813 ma pubblicato solo nel 1815. L'autore, fingendo di tradurre un vero testo greco, narra in modo fantasioso l'avventurosa vita di Erostrato, colui che per il solo scopo di essere in qualche modo ricordato dai posteri, incendiò il Tempio di Artemide ad Efeso.

## Trama
Erostrato nasce a Corinto, figlio di Cleante e Ippodamia. Il padre, consultati gli indovini, ottiene come responso una "visione di fuoco profanatore", e interpretandolo come indicazione che il figlio avrebbe ucciso i genitori, lo fa condurre via da un servo, che lo abbandona sull'isola di Lemno. Qui il fanciullo viene raccolto da Menalippo, che lo affida alla sorella Agarista, e gli viene posto il nome di Possideo.
Cresciuto, inizia a provare un sempre più ardente desiderio di conquistarsi la gloria in qualche disciplina. Fuggito di casa per prender parte ai giochi olimpici, si esibisce prima con la lira, ricevendo plausi ma non la vittoria; poi gareggia con la biga, ma un incidente gli causa un danno permanente alle dita, che gli impedisce di poter suonare ancora la lira.
Deluso, torna a Lemno dove si innamora della graziosa Glicistoma; i due convolano a nozze, ma il giorno stesso, di ritorno dallo sposalizio, la loro nave è investita da una tempesta, e Glicistoma perde la vita. Erostrato è distrutto dal dolore.
Frattanto Tebe apre le ostilità contro Sparta, ed Erostrato decide di combattere anch'egli in nome della libertà dal giogo spartano. Ottenuto da Epaminonda di essere posto a capo di una compagnia di cento fanti, si batte con fierezza e fa strage di nemici, ma al contempo si mostra inadeguato al comando; perciò dopo la vittoria gli vengono negati gli onori militari, concessi invece a molti altri.
Deluso e amareggiato dalle tante delusioni della sua vita, Erostrato si ritira a vita privata nei pressi di Corinto. Qui per puro caso salva la vita a Cleante, che grazie ad una medaglietta che Erostrato portava fin dalla nascita, riconosce in lui il figlio abbandonato, e pentito del suo gesto, vorrebbe condurlo a vivere con sé. Ne nasce una controversia giuridica tra Cleante e Agarista, che vanta i propri diritti di madre adottiva; il verdetto dei giudici è favorevole a quest'ultima, e Cleante se ne va, evitato da Erostrato. 
Nel frattempo cresce in Grecia l'antipatia verso il dominio di Atene, e Erostrato, eccitato dalla questione, viaggia per la Grecia declamando nelle piazze e incitando i popoli alla ribellione contro i governanti; ma dappertutto fallisce nei suoi intenti, viene scacciato ed è costretto alla fuga. 
Sempre in cerca di quella fama che ancora una volta gli sfugge, lascia dunque la Grecia e si dirige in Asia, ad Efeso: qui ammira il magnifico tempio di Diana, ed è disgustato dalla superstizione del popolo verso gli dei, che invece a lui sono stati avversi. Matura dunque la decisione: non essendo riuscito a conquistarsi gloria con imprese giuste ed oneste, renderà eterno il suo nome con un'impresa malvagia. Dà fuoco quindi al tempio, che gli sforzi della popolazione non bastano a salvare dalla distruzione quasi completa.
Nel successivo processo, stupisce i giudici non negando, ma anzi vantandosi di ciò che ha fatto. Accettando la pena della morte, spiega di aver compiuto il gesto solo per assicurarsi fama immortale, e ne minimizza gli effetti, perché non dubita che il tempio sarà senz'altro ricostruito ancora più bello, e con ciò la dea sarà placata. Chiede di non considerarlo pazzo, altrimenti andrebbe considerato tale anche Serse, che fece fustigare l'Ellesponto, e che minacciò il monte Athos di rovesciarlo nel mare. I giudici, impressionati, decidono quindi di vietare a chiunque di scrivere o pronunciare il nome di Erostrato; ma il divieto non ottiene che l'effetto opposto, di propagare sempre più il suo nome. Il romanzo termina ricordando che la stessa notte dell'incendio nacque un altro uomo insaziabile di gloria: Alessandro Magno.